# Исторична геология
Историчната геология е наука за историята на Земята и нейните обитатели.
Тя търси и предсказва явленията, които са се случили в геоложкото минало, въз основа на познаването на съвременните процеси и явления. Геолозите могат да предскажат къде могат да се намерят седиментни, магмени и метаморфни скали и свързаните с тях твърди полезни изкопаеми и големите нефтени и газови полета. Както човешката история ни помага да разберем средата, в която живеем и процесите и явленията, които ѝ влияят и я създават, така и историчната геология ни помага да предскажем промените в тази среда, както за миналото, така и за бъдещето развитие на Земята. От историчната геология можем да научим как да избегнем неблагоприятните промени в обкръжаващата ни среда, които могат да доведат до измирането на човешкия вид. На практика методите на историчната геология са основни за всеки геолог.

## Предмет
Предметът на изучаване на историчната геология са основно скалите и минералите. При седиментните скали се изследва освен техния минерален състав, така и съдържащите се в тях вкаменелости. Детайлното изучаване на седиментните скали ни позволява да възстановим палеообстановката, в която те са се образували, животинския и растителен свят, който е живял в тази обстановка и нейния климат.

## Принципи
Основният принцип на историчната геология може да се обобщи с фразата – настоящето е ключ към миналото. Това е т. нар. метод на актуализма, като чрез изучаването на съвременните геоложки процеси и явления се съди за процесите и явленията, които са се случили през геоложкото минало. Актуализма води до една друга концепция в историчната геология наречена униформизъм. Другите основни принципи на историчната геология са:
- принцип на кръстосаните взаимоотношения между скали и структурни явления
- принцип на първоначалната паралелност – седиментите са хоризонтални в момента на тяхното отлагане. Ако имаме скали, които не са хоризонтални, то по някаква причина са били изместени от своето хоризонтално положение
- принцип на първоначалната непрекъснатост – ако един пласт го срещаме от едната страна на реката, но го срещаме и от другата страна, то ерозията е разрушила неговата непрекъснатост
- принцип на суперпозицията – отгоре лежащия пласт е по-млад от отдолулежащия
- принцип на Уилям Смит

## Други науки
Поделения на историчната геология, както и науките, които ѝ помагат да разреши своите задачи са: палеонтология, стратиграфия, седиментология, геохронология, океанография, вулканология, тектоника, планетарните науки – астрономия, астрофизика, геофизика и геохимия.
Историчната геология си служи и с методите на почти всички останали природни науки.